# Basil Moore
Basil J. Moore (6. června 1933 – 8. března 2018) byl kanadský post-keynesiánský ekonom známý propagací endogenní teorie peněz. Je také původcem teorie horizontalismu (tj. teze, že křivka nabídky peněz je horizontální) a zároveň jejím nejvýznamnějším představitelem.

## Dílo
- Shaking the Invisible Hand: Complexity, Endogenous Money and Exogenous Interest Rates, Basingstoke, New York: Palgrave Macmillan, 2006.
- Horizontalists and Verticalists: The Macroeconomics of Credit Money, 1988, ISBN 978-0-521-35079-2
- The Endogeneity of Money: A Comment, Scottish Journal of Political Economy, Scottish Economic Society, vol. 35(3), strany 291-94 1988.
- Inflation and financial deepening, Journal of Development Economics, Elsevier, vol. 20(1), strany 125-133, 1986.
- Equities, Capital Gains, and the Role of Finance in Accumulation, American Economic Review, American Economic Association, vol. 65(5), strany 872-86, 1975.
- Optimal Monetary Policy, Economic Journal, Royal Economic Society, vol. 82(325), strany 116-39, 1972.